# St. Josef (Weisendorf)

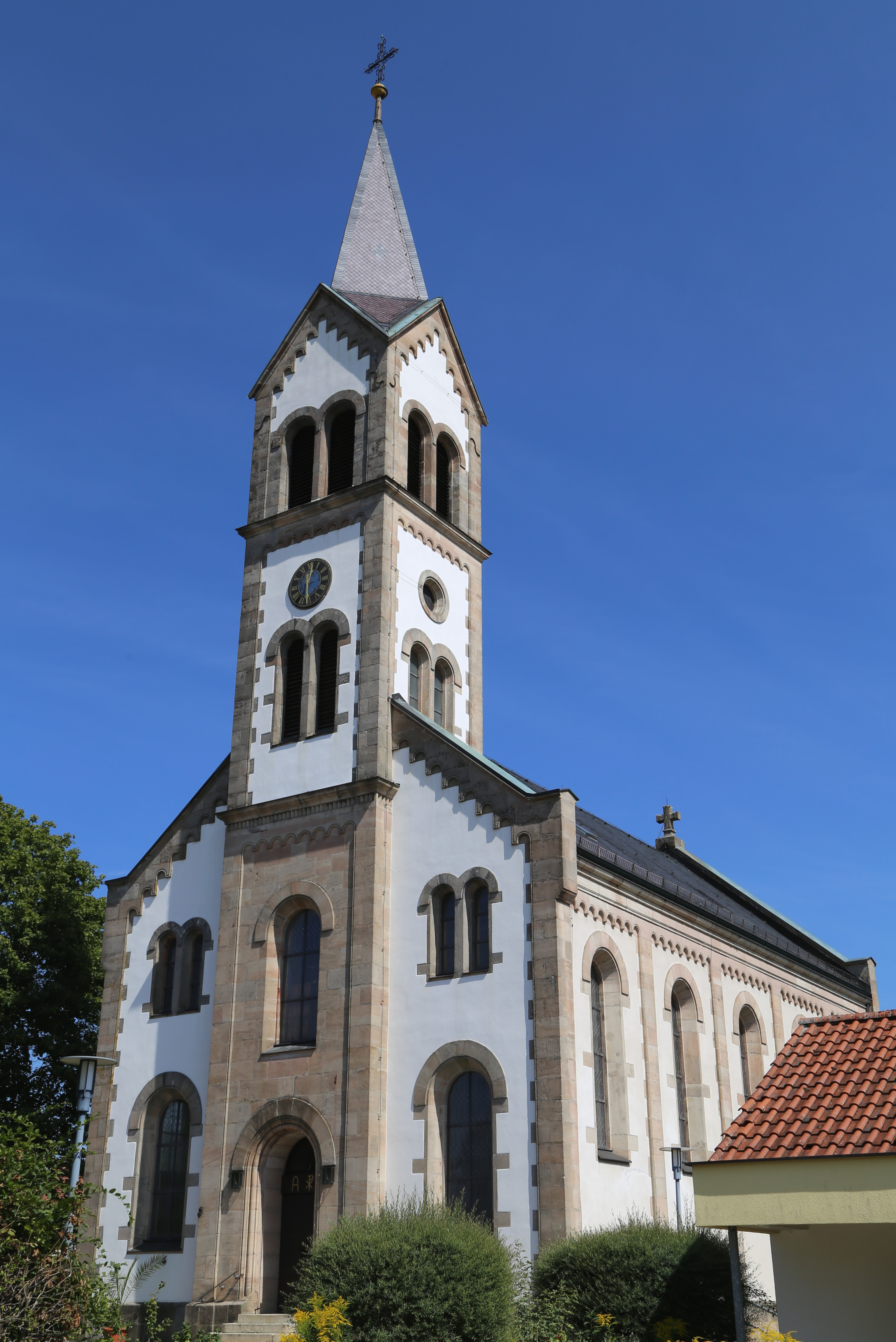
St. Josef (Weisendorf)

Die römisch-katholische, denkmalgeschützte Pfarrkirche St. Josef steht in Weisendorf, einem Markt im Landkreis Erlangen-Höchstadt (Mittelfranken, Bayern). Die Kirche ist unter der Denkmalnummer D-5-72-164-14 als Baudenkmal in der Bayerischen Denkmalliste eingetragen. Die Pfarrei gehört zum Seelsorgebereich Aurachtal-Seebachgrund im Dekanat Erlangen des Erzbistums Bamberg.

## Beschreibung
Die neuromanische Saalkirche wurde 1885 im Rundbogenstil erbaut. Sie besteht aus einem Langhaus mit fünf Jochen, das mit einem Satteldach bedeckt ist, einem eingezogenen, halbrund geschlossenen Chor im Osten und einem viergeschossigen Fassadenturm im Westen, in dessen Glockenstuhl drei Kirchenglocken von 1951 hängen, und der mit einem spitzen Helm bedeckt ist. Alle Gebäudeteile sind mit Lisenen und Bogenfriesen gegliedert. Die Orgel mit 26 Registern, 2 Manualen und einem Pedal wurde 2004 von der Manufacture d’Orgues Kœnig gebaut.